# Бальдвинссон, Регви
Ре́гви Ба́льдвинссон (фар. Rógvi Baldvinsson; род. 6 декабря 1989, Торсхавн, Фарерские острова) — фарерский футболист, полузащитник клуба «Брюне».

## Карьера

### Клубная
С 2006 года выступает за норвежский клуб «Олгор» из второго дивизиона Норвегии. Дебютировал 23 сентября 2006 года в матче с «Фюллингеном» (победа 3:0).

### В сборной
В 2010 году провёл один матч за молодёжную сборную Фарер против Андорры 11 августа 2010 (победа 2:1). В сборной выступает с 2011 года, хотя вызывался ещё в 2010 году. Впервые сыграл 3 июня 2011 против Словении и стал антигероем матча, забив на 47-й минуте в собственные ворота. Провёл ещё 4 игры в рамках отбора на Евро-2012, среди которых выделяется победа над Эстонией 2:0.